# Крейстаг
Крейстаг (Kreistag) — представительный орган местного самоуправления района в Германии.

## История
Существовали в Пруссии с XIX века. В других штатах Германии существовали аналогичные представительные органы местного самоуправления административных единиц базового уровня — «окружной совет» (distriktsrat), «собрание амта» (amtsversammlung) или «окружное собрание» (bezirksversammlung). В Веймарский период было введено всеобщее, равное и прямое избирательное право и пропорциональная избирательная система при выборах в них, в Нацистский период были упразднены, в 1946—1947 гг. представительные органы районов были восстановлены и теперь они во всех землях назывались крейстагами. В большинстве земель его председателем является избираемый им ландрат, в земле Гессен существует должность председателя крейстага.

## Избрание
С 1919 года избирается народом по пропорциональной системе по многомандатным округам.
До 1919 года:
- не более половины его избиралось городскими собраниями представителей городов, входящих в состав района;
- половина оставшихся — крупными землевладельцами;
- другая половина оставшихся (кроме Рейнской провинции) — избирательными собраниями (wahlversammlung), состоявшим из выборщиков (wahlmann), в свою очередь избираемых общинными собраниями или общинными представительствами, а в Рейнской провинции — собраниями сельских бургомистерских округов (landbürgermeistereiversammlung), состоявшим из крупных землевладельцев, старост общины и депутатов избранных общинными представительствами[1][2][3][4][5][6].